# 雷澤克內市鎮
雷澤克內市鎮是拉脫維亞的市镇，位於該國東南部，行政中心为雷澤克內市（为单独的国家级城市，不在本市镇辖区内）。市镇面積为2,809平方公里，人口数量为32,588人（2021年）。

## 历史
雷澤克內市鎮设立于2009年。2021年7月1日，雷澤克內市鎮和維利亞尼市鎮合并成新的雷澤克內市鎮。新市镇的辖区范围与2009年之前的雷澤克內區的范围相同。